# 威特尼 (英國國會選區)
威特尼（英語：Witney (UK Parliament constituency)），英國國會一郡選區，位於英格蘭牛津郡西部，創設於1983年。
此區長期是保守黨的安全選區，除了1999年當區的伍劭恩變節到工黨以外（後來更改到南聖海倫斯選區出選）。自2001年以來戴维·卡梅伦任當區議員。2010年大選中他以55.8%選票第二度連任成功，更在5月11日成功與自民黨組織聯合政府，成為英國首相。
2015年大選中第3度連任成功。2016年英國脫歐公投後，大衛·卡麥隆先後辭去保守黨黨魁、英國首相職務，2016年9月12日，辭去威特尼議席。